# Марців Віталій
Віталій Марців (нар. 19 червня 1983) — український лижник. Він брав участь у спринтерському забігу серед чоловіків на зимових Олімпійських іграх 2006 року.